# 源隆国
源 隆国（みなもと の たかくに）は、平安時代後期の公卿。初名は宗国。醍醐源氏、権大納言・源俊賢の子。官位は正二位・権大納言。宇治大納言と称された。

## 経歴
三条朝の長和3年（1013年）従五位下に叙爵し、翌長和4年（1014年）侍従に任官する。左兵衛佐を経て、寛仁2年（1018年）従五位上・右近衛少将に叙任されると、寛仁5年（1021年）正五位下、治安3年（1023年）従四位下・左近衛少将、万寿2年（1025年）右近衛権中将、万寿5年（1028年）従四位上、長元2年（1029年）正四位下・蔵人頭（頭中将）と後一条朝の前期から中期にかけて近衛次将を務めながら順調に昇進した。
長元7年（1034年）従三位・参議に叙任され公卿に列した。長元8年（1035年）母（藤原忠君の娘）が没すると、長元9年（1036年）後一条天皇の崩御に伴って、兄の権中納言・源顕基が出家している。隆国は議政官を務める傍らで、右兵衛督・大蔵卿を兼帯し、この間の長元9年（1036年）正三位、長暦元年（1037年）従二位に叙せられている。
後朱雀朝末の長久4年（1043年）権中納言に昇進するが、引き続き右兵衛督を兼ね検非違使別当にも補せられた。のち、永承元年（1046年）正二位に昇叙され、永承6年（1051年）に藤原寛子が後冷泉天皇の皇后に立てられると、隆国は皇后宮大夫も兼帯している。康平4年（1061年）子息の俊明を加賀守に任官させる代わりに、隆国は権中納言を辞した。その後は皇后宮大夫のみを帯びていたが、治暦元年（1065年）には大夫も辞任している。
後冷泉朝末の治暦3年（1067年）権大納言に任ぜられ、翌治暦4年（1068年）按察使を兼帯する。白河朝初頭の承保元年（1074年）外孫藤原師兼を参議に加える代わりに、隆国は権大納言を辞した。承保2年（1075年）太皇太后宮大夫を務めていた子息の隆俊が没したため、隆国が後任の大夫に任ぜられ、10年ぶりに再び藤原寛子に仕えている。
承保4年（1077年）病気のために出家し、7月9日薨去。享年74。

## 人物
藤原頼通の側近であり、その娘の皇后・藤原寛子に皇后宮大夫として仕えた。一方で、頼通と血縁関係の薄い後三条天皇が東宮であった頃には礼を失することも度々であった。そのため、後三条天皇が即位すると、隆国とその息子たちは冷遇されるかと思われたが、後三条天皇は隆俊ら兄弟の有能さを認め重用している。
井澤長秀（肥後細川藩士、国学者、関口流抜刀術第三代）によって、『今昔物語』の作者とされたが、現在では否定説が有力である。なお、隆国は『宇治大納言物語』の作者ともされている。

## 官歴
『公卿補任』による。
- 長和3年（1013年） 12月16日：従五位下（東宮御給）
- 長和4年（1014年） 2月18日：侍従
- 長和5年（1015年） 正月12日：左兵衛佐
- 寛仁2年（1018年） 正月5日：従五位上（佐労）。正月27日：右近衛少将。日付不詳：宗国から隆国に改名
- 寛仁3年（1019年） 4月：兼備前介
- 寛仁5年（1021年） 正月6日：正五位下（少将労）。正月26日：五位蔵人
- 治安3年（1023年） 正月6日：従四位下（少将労）。2月12日：左近衛少将。10月：昇殿
- 万寿2年（1025年） 2月7日：兼伊予介。2月26日：右近衛権中将
- 万寿5年（1028年） 2月15日：従四位上（中将労）
- 長元2年（1029年） 正月28日：蔵人頭（頭中将）。12月17日：正四位下（臨時）
- 長元4年（1031年） 2月17日：兼伊予守
- 長元7年（1034年） 7月8日：参議、兼右兵衛督、従三位（去春上東門院行幸、別当賞）
- 長元8年（1035年） 正月30日：兼近江権守。8月：服解（母か）。11月：復任
- 長元9年（1036年） 11月16日：正三位（悠紀国司）
- 長暦元年（1037年） 11月5日：兼大蔵卿。11月23日：従二位（行幸上東門院賞、超通任定頼公成等卿）
- 長久元年（1040年） 正月：兼伊予権守
- 長久4年（1043年） 9月19日：権中納言、右兵衛督如元。6月19日：検非違使別当
- 寛徳元年（1044年） 7月8日：辞別当
- 永承元年（1046年） 9月3日：御前次第司長官。9月22日：正二位（行幸平野社行事追賞）。11月26日：兼左衛門督
- 永承6年（1051年） 2月13日：皇后宮大夫（冊命日、皇后・藤原寛子）
- 天喜3年（1055年） 正月：辞督
- 康平4年（1061年） 2月28日：辞権中納言（以男俊明申任加賀守）
- 治暦元年（1065年） 11月：辞大夫
- 治暦3年（1067年） 2月6日：権大納言
- 治暦4年（1068年） 3月5日：兼按察使。7月19日：勅授
- 承保元年（1074年） 正月27日：辞権大納言（以外孫藤原師兼申任八座、後日宣旨准任賜本封半）
- 承保2年（1075年） 12月15日：太皇太后宮大夫（太皇太后・藤原寛子）
- 承保4年（1077年） 6月19日：依病出家。7月9日：入滅

## 系譜
- 父：源俊賢
- 母：藤原忠君の娘
- 妻：源経頼の娘
  - 長男：源隆俊（1025-1075）
  - 次男：源隆綱（1033-1074）
  - 三男：源俊明（1044-1114）
  - 男子：源隆基
- 生母不明の子女
  - 六男：源国俊（?-1099）
  - 男子：源公綱
  - 男子：源定賢
  - 男子：隆覚
  - 九男：覚猷（1053-1140）
  - 男子：長俊
  - 男子：隆信
  - 次女[2]：藤原俊家室
  - 女子：橘俊綱室

## 登場作品
- 炎立つ (1993年、NHK大河ドラマ)、演 : 田山涼成